# Silili
Silili est une figure divine mentionnée dans la Tablette VI de l'Épopée de Gilgamesh, mère d'un cheval, lequel a été maltraité par la déesse Ishtar, provoquant ses pleurs perpétuels. Sa nature reste inconnue, bien qu'il s'agisse vraisemblablement d'une déesse-jument.

## Mention
Silili est nommée dans la Tablette VI, ligne 57. Gilgamesh proteste contre les avances amoureuses indésirables de la déesse Ishtar, en énumérant le sort des précédents amours d'Ishtar, et les malheurs qui se sont abattus sur eux et leurs proches. Il affirme qu'Ishtar a une fois aimé un cheval, qu'elle a maltraité tout comme ses autres amants, provoquant les lamentations constantes « de sa mère, la déesse Silili (AMA-šú dSi-li-li) / ana ummīšu Silili bitakkâ taltīmē », :

« Tu as aimé l'étalon magnifique en bataille, et pour lui tu as sorti le fouet, les éperons et les lanières de l'ombre, tu l'as forcé à galoper sept lieues de force et à boire de l'eau souillée par la boue, provoquant les lamentations de sa mère, la déesse Silili »

— Épopée de Gilgamesh, Tablette VI, ligne 57
Il existe différentes traductions : en français, Gaston Maspero (1895) traduit ce passage par « [...] dix lieues durant tu le forças au galop, tu le vouas à l'épuisement et à la soif, tu vouas aux larmes sa mère Silili » ; Abed Azrié traduit par « Tu as aimé le cheval qui ne craint ni le combat, ni la course, mais tu l'as soumis au fouet et à l'aiguillon, tu l'as condamné à courir sept doubles heures par jour et à troubler l'eau avant de s'abreuver. Sa mère Silili sans cesse pleure et se lamente sur lui ».

## Nature
Silili étant seulement mentionnée de façon indirecte, il existe très peu d'informations à propos de ce personnage, si ce n'est qu'il s'agit d'une femme divine, étroitement associée au cheval, mère d'un étalon, et condamnée à se lamenter sur le destin de son fils. S'il a existé un mythe relatif à cette déesse, il est définitivement perdu, tout comme est perdu le mythe du berger et d'Ishullanu évoqué dans les lignes suivantes. D'après Maureen Gallery Kovacs, il est possible que ce personnage provienne d'un récit populaire désormais perdu. N. Sandars postule qu'il puisse s'agir d'une « jument divine ».

## Analyse
Le court passage faisant intervenir Silili s'inscrit dans un processus littéraire de féminisation de l'émotion de la douleur (également exprimée par Ishtar), en effet, les pleurs perpétuels ne sont pas exprimés par l'intervenant masculin directement victime de la cruauté d'Ishtar, mais par sa mère.